# Dana Geissler
Dana Geissler (* 8. Juli 1963 in München) ist eine deutsche Schauspielerin.

## Leben
1983 machte Geissler Abitur in München. Von 1984 bis 1987 absolvierte sie ihre Schauspielausbildung am Max-Reinhardt-Seminar in Wien. 1995 folgte eine Ausbildung beim Hollywood Acting Workshop in Los Angeles und 1998 eine Ausbildung bei Camera Technique in Köln. Als Schauspielerin ist sie als Kripochefin Nina Kaiser in der RTL-Serie „Die Wache“, der Comedieserie „Mircomania“ und weiteren Serien tätig. 2016 spielte sie in dem preisgekrönten TV-Spielfilm „Nackt. Das Netz vergisst nie“ mit.
Geissler lebt seit 2010 in München und ist als Sprecherin vieler Hörbücher und verschiedener Kino-, TV- und Werbeproduktionen sowie als Businesscoach und Trainerin tätig. Ihre Tochter Elea Geissler spielte im Kinofilm Pünktchen und Anton das „Pünktchen“. Ihre Urgroßmutter war Käthe Kruse.

## Filmografie
- 1992: Mit Leib und Seele – Die verirrten Schafe
- 1992: Ein Fall für zwei, 3 Folgen
- 1993: Glückliche Reise, 4 Folgen
- 1993: Hecht & Haie
- 1995: Schwarz greift ein – Schatten der Vergangenheit
- 1998–2000: Die Wache, 45 Folgen
- 1999: Im Namen des Gesetzes
- 2000: Mircomania, 13 Folgen
- 2001: Hausmeister Krause – Ordnung muss sein
- 2001: Die Sitte
- 2002: Rosamunde Pilcher – Morgen träumen wir gemeinsam
- 2003–2007: Verbotene Liebe, 5 Folgen
- 2003: Die Ärztin
- 2004: Yugotrip
- 2005: Reise nach Amerika
- 2006: Dr. Psycho – Die Bösen, die Bullen, meine Frau und ich
- 2006: Tarragona – Ein Paradies in Flammen
- 2006: SOKO Köln – Alles auf Sieg
- 2008: Entführt – Ich hol dich da raus
- 2008: Kommissar Stolberg
- 2008: Marie Brand und die tödliche Gier
- 2008: 112 – Sie retten dein Leben
- 2009: Genug ist nicht genug
- 2010: Anna und die Liebe, 4 Folgen
- 2010: Teufelskicker
- 2011: Der letzte Bulle  – Ich sehe was, was Du nicht siehst
- 2011: Um Himmels Willen
- 2013: Aktenzeichen XY … ungelöst
- 2016: Nackt. Das Netz vergisst nie.
- 2019: Aktenzeichen XY … ungelöst
- 2019: Killerfrauen TV-Serie
- 2020: Kunst und Vergnügen (Kurzfilm)
- 2020: About me
- 2021: Die Story des Jahres (Kurzfilm)
- 2022: Jupiter, Regie: Benjamin Pfohl, Rolle: Silke, Prod.: Dreifilm, München
- 2022: Flunkyball, Regie: Alexander Adolph, Rolle: Ilse, Prod.: Hager Moss

## Synchronrollen/Voiceover (Auswahl)

### Kino
- Ayisha Issa (als Jasmine) in Polar (2019)
- Jenn Griffin (als Barb Reed) in Midnight Sun – Alles für dich (2018)
- Luna Karys (als Frau Methusalix) in Asterix und das Geheimnis des Zaubertranks (2018)
- Allison Hossack (als Gloria Chambers) in Ein Engel für Angel Falls (2017)
- Pam Cook (als Kellnerin) in El Camino Christmas (2017)
- Taraji P. Henson (als Samantha Thurman) in Term Life – Mörderischer Wettlauf (2016)
- Maureen Brennan (als Frau im Truckstop) in Midnight Special (2016)
- Anna-Lena Bergelin (als Lena) in Ein Mann namens Ove (2015)
- Lolita Davidovich (als Kate Collins) in Kein Ort ohne Dich (2015)
- Sulabha Arya (als Mangala) in Alone (2015)
- Christine Willes (als Schwester Davis) in Wenn ich bleibe (2014)
- Isabella Hofmann (als Rita Jones) in Sugar Daddies (2014)
- Kimiko Saitou (als Boa Marigold) in One Piece 3D2Y: Überwinde Aces Tod! Das Gelübde der Kameraden (2014)
- Kris Edlund (als Airline Mitarbeiterin) in Love, Rosie – Für immer vielleicht (2014)
- Kelly McGillis (als Bertha Troyler) in Die Liebe wird dich finden (2014)
- Gina Jarrin (als Paige) in Learning to Drive – Fahrstunden fürs Leben (2014)
- Marie-Aline Thomassin (als Sekretärin) in Violette (2013)
- Sharon Angela (als Dina) in Empire State (2013)
- Jessica St. Clair (als Nachrichtensprecherin Denise) in Der Diktator (2012)
- Sharon Maughan (als Dr. Roberts) in Babymakers – Wenn’s so einfach wäre! (2012)
- Mitsuyo Ishigaki (als Okada Chiharu) in Valley of Flowers (2006)
- Sushma Seth (als Sumitra Malhotra) in Bol Radha Bol (1992) [Synchro (2017)]
- SM Richter (Hauptrolle)

### Fernsehserien
- Tomomi Watanabe (als Hanako) in Mob Psycho 100 II (2019-)
- Arisa Sakuraba (als Klientin) in Mob Psycho 100 II (2019-)
- Kayou Nakajima (als Mobs Mutter) in Mob Psycho 100 II (2019-)
- Deborah Chavez (als Tara) in Succession (2018-2023)
- Jacqueline Antaramian (als Ilona Shenoy) in Succession (2018-2023)
- Kate Rigg (als Dr. Rada Gregorian) in New Amsterdam (2018-2023)
- Katie Finneran (als Sheri) in The Looming Tower (2018)
- Naoko Komatsu (als Ryodaris Mutter) in Die Walkinder (2017)
- Kat Sawyer (als Rachel) in Midnight, Texas (2017-2018)
- Hiroko Nishi (als Marie Inuyashiki) in Inuyashiki Last Hero (2017)
- Erin Matthews (als Melissa Bourne) in The Good Doctor (2017-)
- Eileen Barrett (als Lori Buendia) in The Good Doctor (2017-)
- Caryn West (als Eva Phelps) in The Blacklist: Redemption (2017)
- Molly Hagan (als Grace) in This Is Us – Das ist Leben (2016-2022)
- Marisa Viotti (als Literaturlehrerin) in Soy Luna (2016-2018)
- Carmen Moore (als Agent Sue Adair) in Second Chance (2016) (Synchro 2018)
- Kayou Nakajima (als Mobs Mutter) in Mob Psycho 100 (2016) (Synchro 2018)
- Miina Tominaga (als Rurus Mutter) in Kiznaiver (2016)
- Di Quon (als Yumi) in Kevin Can Wait (2016-2018)
- Marlee Matlin (als Harriet) in The Magicians (2015-2020)
- Anna Bache-Wiig (als Marianne Eriksen) in Lifjord – Der Freispruch (2015-)
- Raven Dauda (als Namono 'Nono' Volovodov) in The Expanse (2015-2022)
- Becky Wu (als Fannie Lee) in Code Black (2015-2018)
- Kate McNeil (als Anne Stringer) in Code Black (2015-2018)
- Ever Carradine (als Linda) in Code Black (2015-2018)
- Gabrielle Forest (als Hélène Kerr) in Call My Agent! (2015-) (Synchro 2017-2019)
- Yuuki Kodaira (als Schwester Therese) in The Asterisk War (2015-) (Synchro 2017-2018)
- Dana Gourrier (als Cathleen) in True Detective (2014-)
- Cecilia Ann Birt (als Mrs. Hoyt) in Those Who Kill (2014)
- Andrea Frankle (als Michelle Whitehill) in Star-Crossed (2014)
- Sally Howitt (als Kyrie) in Outlander (2014-)
- Katherine LaNasa (als Dr. Flannery Mills) in The Night Shift (2014-2017)
- Rosalind Halstead (als Senatorin Becca Thorn) in Dominion (2014-2015)
- Margot Rose (als Laura Connor) in Bosch (2014-2021)
- Mandy Levin (als Judith Feldman) in Bosch (2014-2021)
- Liza Sadovy (als Caroline Carey) in Babylon (2014)
- Kendall Cross (als Major Byrne) in The 100 (2014-2020)
- Keri Safran (als Klientin) in The Blacklist (2013-2020)
- Eva Kaminsky (als Ellen Wyatt) in The Blacklist (2013-2023)
- Margaret Daly (als Cindy Wright) in The Blacklist (2013-2023)
- Kelly Keaton (als Charity) in The New Normal (2012-2013)
- Vibeke Ankjær (als Sekretärin) in Kommissarin Lund – Das Verbrechen III (2012)
- Karen Ivany (als Mrs. Johannson) in Die Firma (2012)
- Tracey Hoyt (als Susan Thorne) in Die Firma (2012)
- Alexandra Castillo (als Mary Connor) in Die Firma (2012)
- Venus Terzo (als Dr. Schwartz) in Arrow (2012-2020)
- Laura Soltis (als Janice Bowen) in Arrow (2012-2020)
- Lynda Boyd (als Phaedra Nixon) in Arrow (2012-2020)
- Ana Gasteyer (als Sheila Shay) in Suburgatory (2011-2014)
- Rebecca Lowman (als Becky Hubbard) in Prime Suspect (2011-2012)
- Jackie Debatin (als Miss McDowell) in Franklin & Bash (2011-2014)
- Takako Honda (als 'Makina') in Deadman Wonderland (2011)
- Denise Burse (als Kelly (alt)) in Black Mirror (2011-) (Synchro 2013-2017)
- Laura Kightlinger (als Nancy) in Shit! My Dad Says (2010-2011)
- Paula Cale (als Shelley) in Shit! My Dad Says (2010-2011)
- Jennifer Aspen (als Mary) in Shit! My Dad Says (2010-2011)
- Gunnel Fred (als Ursula Andersson) in Sebastian Bergman – Spuren des Todes (2010)
- Romy Rosemont (als Sonya Gable) in Justified (2010-2015)
- Heather Olt (als Nikki) in Justified (2010-2015)
- Tara Buck (als Sally Peener) in Justified (2010-2015)
- Pamela Bowen (als Joyce Kipling) in Justified (2010-2015)
- Susan Aston (als Dr. Stephanie Small) in Hawthorne (2009-2011)
- Second Chance (als Cathrine) (2012-2013)
- Charlotta Larsson (als Karin Sterner) in Verdict Revised – Unschuldig verurteilt (2008-2009)
- Sarah Danielle Madison (als Colleen Sarkossian) in 90210 (2008-2013)
- Mitzi Kapture (als Gina) in Rules of Engagement (2007-2013)
- Julie Brister (als Evelyn) in Rules of Engagement (2007-2013)
- Janet McTeer (als DS Amy Foster) in Five Days (2007) [Synchro (2014)]
- Ilana Levine (als Krankenschwester Talia) in Damages – Im Netz der Macht (2007-2012)
- Linda Emond (als Dr. Emily Downey) in Law & Order: Trial by Jury (2005-2006) (Synchro 2015)
- Kimiko Saitou (als 'Boa Marigold') in One Piece (1999-)
- Jodie Markell (als Lisa Moore) in Law & Order: Special Victims Unit (1999-)
- Cynthia Belliveau (als Mrs. Webster) in Gänsehaut – Die Stunde der Geister (1995-1998) [2. Synchro (Staffel 1)
- Anastasia Hille (als Cynthia Dacres) in Poirot (1989-2013)
- Pippa Haywood (als Mrs. Upjohn) in Poirot (1989-2013)
- Claire Hackett (als Beatrice Lippincott) in Poirot (1989-2013)

### Voiceover
- Hillary 4-teilige Dokumentation (Hillary Clinton-Titelrolle)
- Leaving Neverlands Dokumentation
- Janis Choplin Dokumentation
- My Lottery Dream House
- Mein Leben mit 300 Kilo (Hauptrolle)
- Moms Make Porn
- True Crime
- Beauty Queen Murders (diverse Episodenrollen)
- Die Wahrheit über Pablo Escobar
- Long Island Medium I-VII Staffel (Titelrolle)
- Kate plus 8
- Cake Boss: Buddys Tortenwelt (durchgehende Rolle)
- Die Hochzeitsinsel (Hauptrolle)
- Die Notärzte – Jede Minute zählt
- Great Escape (diverse Episodenrollen)
- Mein perfektes Hochzeitskleid (Hauptrolle)
- Motives&Morders – Es war Mord! (Hauptsprecherin)

## Hörbücher/Hörspiele
- 2023
  - Ghostsitter Folge 15
  - Ripper‘s Daughters

- 2022
  - Flow@Work
  - Führung beginnt bei dir
  - Reifeprüfung 3.0
  - Die Wächter

- 2021
  - Lord Schmetterhemd 9 Folgen
  - Erntedank - Kluftingers 2. Fall
  - Fabi Fuchs
  - Ravensburger TipToi

- 2020
  - Draculino (II Staffel)
  - Mörderische Dinnerparty
  - Schwarzwälder Kirsch
  - Angela Merkel-Das Requiem
  - Ghostsitter
  - Die Wahrheit
  - Der böse Ort
  - Die Meisterin Teil III

- 2019
  - Draculino (I Staffel)
  - Hops, Fips und Taps
  - Die Zauberwald-Reihe
  - Von A wie allein bis Z wie zusammen

- 2018
  - Die Meisterin Teil II
  - Schatzsuche im Dschungel
  - Ohne meinen Mann wäre ich glücklich verheiratet
  - Sommerhaus zum Glück
  - Die Meisterin Teil I

- 2017
  - Ed Gate
  - Die Zwerge
  - World of Warcraft
  - Der Präsident
  - Mittsommerleuchten

- 2016
  - Krähenmutter

- 2015
  - Der Sohn der Mätresse
  - Die Fürstin
  - Der Mann ist das Problem
  - Die Legende des Feuerbergs

- 2014
  - Das Buch der Nacht
  - Wiedersehen in San Remo
  - Was am Ende noch so bleibt
  - Verschleppt
  - Die Nostalgie des Glücks
  - Noel Baba
  - Die Berufene
  - Der Klang des Muschelhorns
  - Die Fährmannstochter
  - Karfreitagsmord
  - Dreikönigsmord

- 2003–2013
  - Die Baumeisterin
  - Die Spur des Maori-Heilers
  - Die Zeit der Feuerblüten
  - Die Hebamme und das Rätsel von York
  - Wo die Nacht beginnt
  - Atem
  - Die Tränen der Maorigöttin
  - Final Cut
  - Gebrüder Grimm Märchen
  - Gold und Stein
  - Ich beschütze dich
  - Die Bucht des blauen Feuers
  - Die Tore des Himmels
  - Stimmen der Nacht
  - Putin - Mann ohne Gesicht
  - Die Maoriprinzessin
  - Im Tal der flammenden Sonne
  - Im Land des Eukalyptusbaums
  - Die Pestärztin
  - Die silberne Burg
  - Das Erbe der Pilgerin
  - Dunkle Gebete
  - Im Schatten des Kauribaumes
  - Letale Dosis
  - Molly Mogel (Folge 2)
  - Seelen der Nacht
  - Das Geheimnis des letzten Maori
  - Die Frühlingsbraut
  - Die Schneekönigin
  - Hello Beautiful
  - Käuflich Molly Mogel (Folge 1)
  - Susan Boyle - Ein Traum wird wahr
  - Zerbrechlich
  - Die Wundärztin
  - Blut und Silber
  - City Night Line
  - Der Fluch der Maorifrau
  - Der Waschlappen
  - Die Rose von Asturien
  - Die Tagung
  - Gold der Maori
  - Magie des Verlangens
  - Dunkle Macht des Herzens
  - Der Fürst der Macht
  - Schatten der Versuchung
  - Der silberne Falke
  - Die Lagune des Löwen
  - Die Pestärztin
  - Ein Hauch von Frühling
  - Flamme und Harfe
  - Das kupferne Zeichen
  - Die Rebellinnen von Mallorca
  - Im Tal der flammenden Sonne
  - Die Pilgerin Insel der roten Erde
  - Zu viele Zufälle